# St. Vitus (Rhoden)

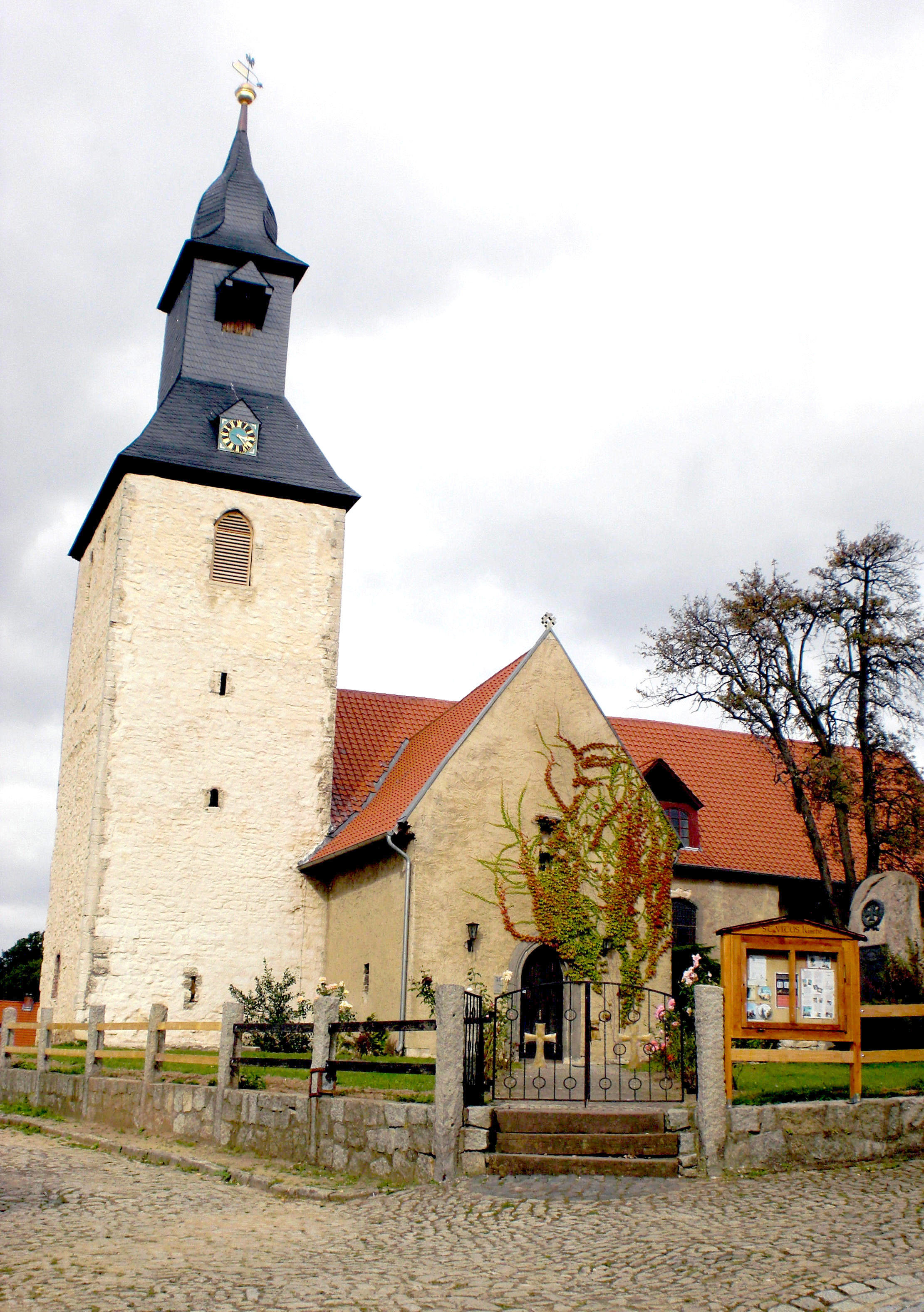
St. Vitus

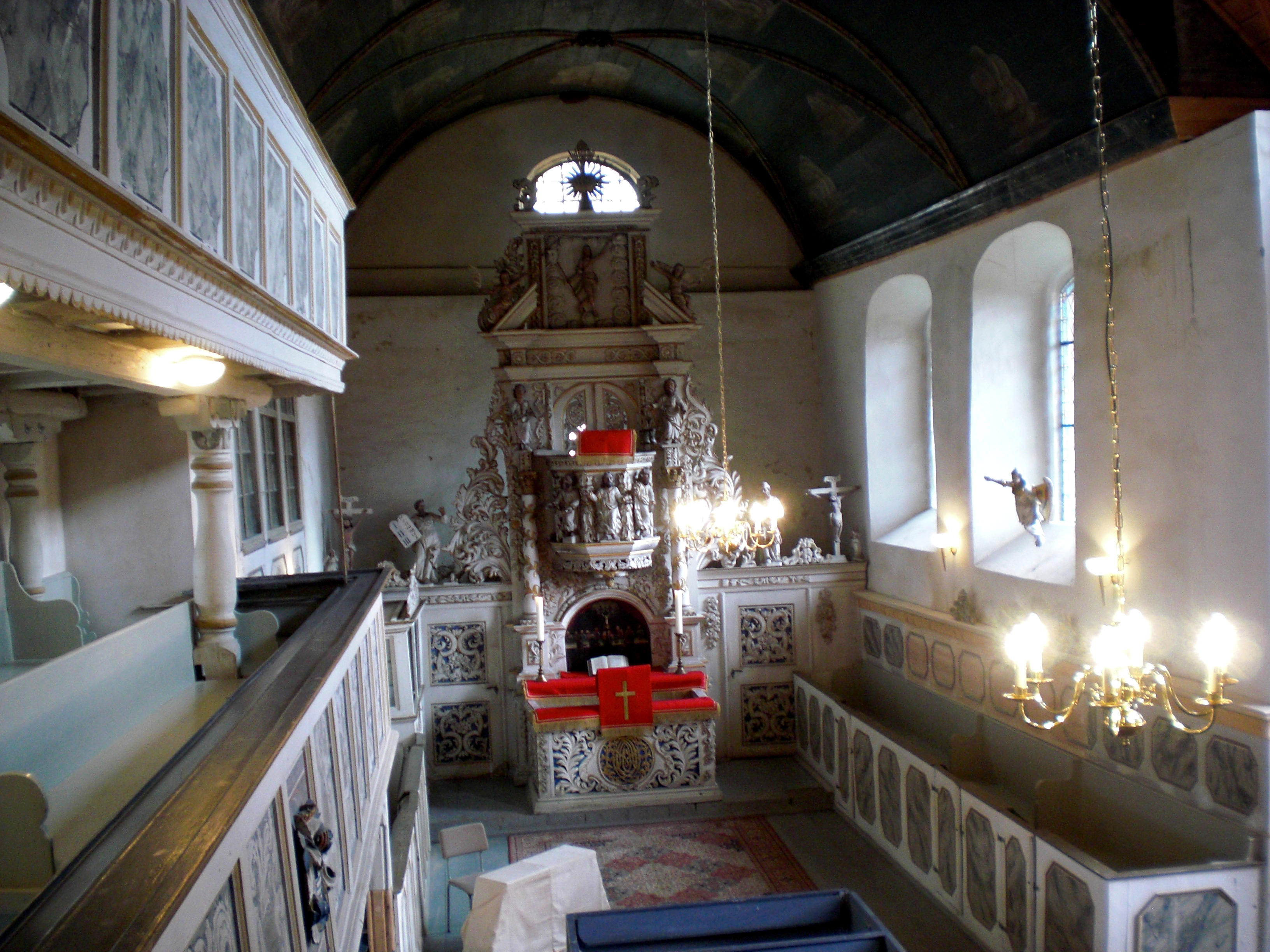
Innenansicht

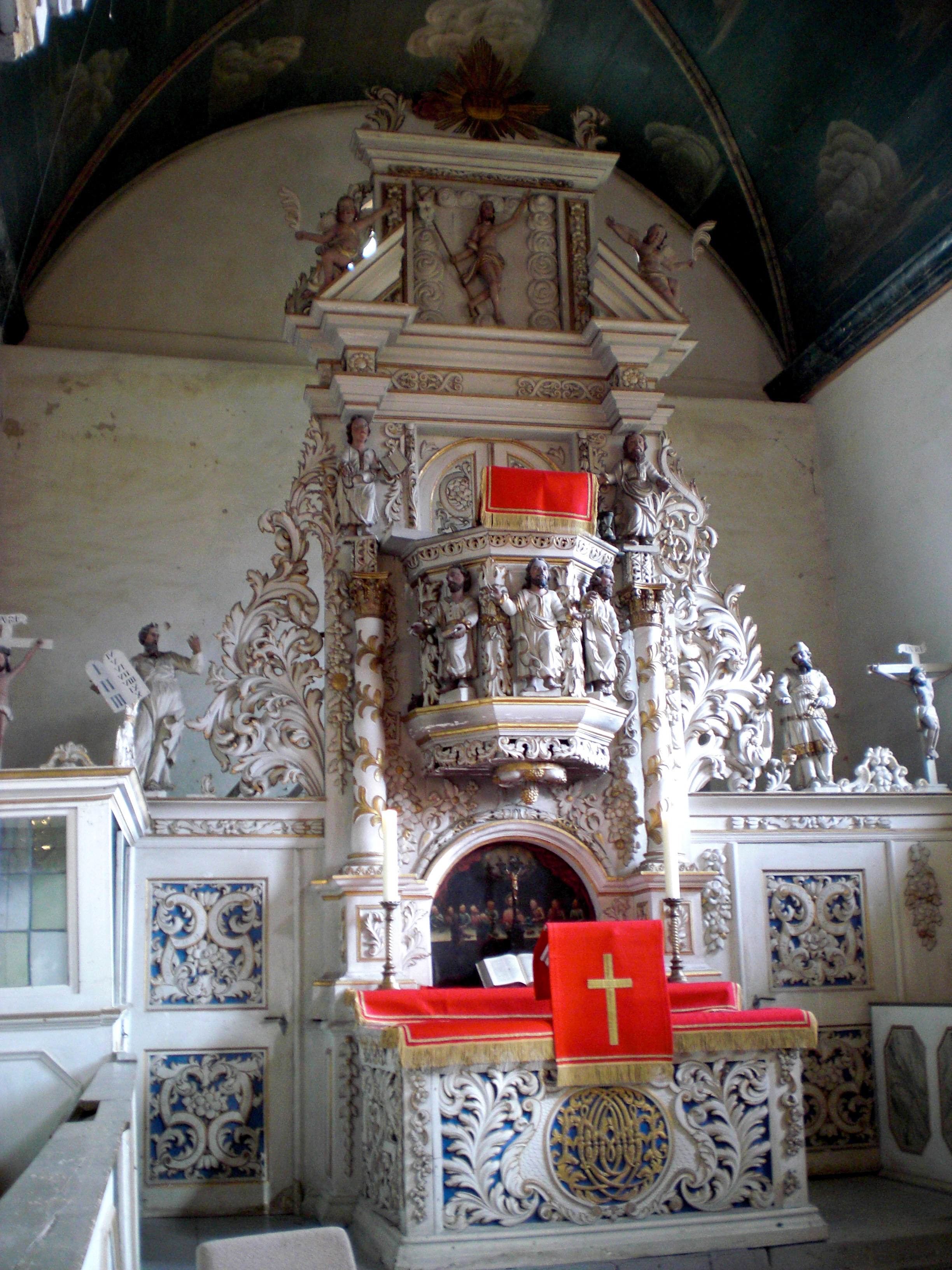
Altar

Die evangelische Dorfkirche St. Vitus ist eine gotische Saalkirche im Ortsteil Rhoden von Osterwieck im Landkreis Harz in Sachsen-Anhalt. Sie gehört zum Kirchspiel Osterwieck im Kirchenkreis Halberstadt der Evangelischen Kirche in Mitteldeutschland (EKMD) und wird von der Stiftung Kirchliche Baudenkmäler unterstützt.

## Geschichte und Architektur
Die Kirche ist eine gotische Saalkirche, die im 18. Jahrhundert verändert wurde. Von einem spätromanischen Vorgängerbauwerk sind der quadratische Westturm und ein rundbogiges Stufenportal mit eingestellten Dreiviertelsäulen und Würfelkapitellen an der Südseite des Schiffs erhalten. An der Ostseite des Turms ist eine gedrückt spitzbogige Öffnung über kräftigen gekehlten Kämpfern erhalten. Der Turmhelm ist barock gestaltet. An der Südseite des Schiffs ist eine spätgotische Vorhalle mit profiliertem spitzbogigen Portal angebaut. An der Nordseite des Chors ist die frühere Herrschaftsloge angefügt.
Das Schiff mit leicht eingezogenem Rechteckchor ist innen mit einem hölzernen Tonnengewölbe mit aufgelegten Rippen und gemaltem Wolkenhimmel gedeckt. Eine zweigeschossige Hufeisenempore umgibt den Raum. Das Innere wurde 1939 restauriert.
In der Ostwand ist eine wimpergbekrönte Sakramentsnische eingelassen, die im Giebel ein Relief des Kopfes Christi mit zwei Schwertern zeigt.

## Ausstattung
Das Hauptstück der Ausstattung ist ein Kanzelaltar aus dem Jahr 1754 mit reichen Akanthusornamenten, über den seitlichen Durchgängen sind Moses und Aaron als Freifiguren sowie zwei Kruzifixe mit anbetenden Stiftern aufgestellt. Am Kanzelkorb ist Christus zwischen Lukas und Markus dargestellt, neben der Kanzeltür Johannes und Matthäus. Im Aufsatz ist der triumphierende Christus zu sehen. Die Taufe entstand zur gleichen Zeit, ein weiterer, romanischer Taufstein wird in der Vorhalle aufbewahrt. Seitlich im Chor sind eine Pfarrprieche und Gestühl aufgestellt. Der Orgelprospekt ist klassizistisch gestaltet. Zwei figürliche Grabsteine eines Ehepaars von Hoym stammen aus dem Jahr 1630. An der Südwand ist ein Sandsteinepitaph des Heinrich Johann Schade († 1741) aufgestellt.